# Лавинний діод

Вольт-амперна характеристика лавинного діода.

Лави́нний діо́д — напівпровідниковий діод, різновид стабілітрона, робота якого заснована на оборотному лавинному пробої p-n переходу при зворотному включенні, тобто при подачі на шар напівпровідника з провідністю p-типу (анод) негативної відносно n-шару (катода) напруги. Зазвичай виготовляється з кремнію.
Лавинний пробій виникає за напруженості електричного поля в p-n переході, достатньої для ударної йонізації, при якій носії заряду, прискорені полем у переході генерують пари електрон-дірка. При збільшенні напруженості поля кількість породжених пар збільшується, що викликає збільшення сили струму, тому напруга на діоді залишається практично постійною.
Напруга пробою залежить від ступеня легування напівпровідника: чим слабше легування, тим більша напруга початку пробою (тобто стабілізації, для стабілітронів).

## Застосування
Застосовуються в електроніці як стабілітрони. Також застосовуються для захисту електричних ланцюгів від перенапруг. Захисні лавинні діоди конструюють так, щоб виключити концентрацію (шнурування) струму в одній або декількох точках p-n переходу, що приводить до локального перегріву напівпровідникової структури, для уникнення незворотного руйнування діода. Діоди, призначені для захисту від перенапруги, часто називають супрессорами.
Лавинний механізм зворотного пробою використовується також у лавинних фотодіодах і діодних генераторах шуму.